# 也门内战 (2014年至今)
也門内戰是也門自2014年起进行至今的内戰，兩個集團各自宣稱代表也門政府。参战一方是总统阿卜杜拉布·曼蘇爾·哈迪領導的也門政府及其盟友南方運動，總部設在亞丁；另一方是胡塞武裝及其盟友前總統阿里·阿卜杜拉·薩利赫。阿拉伯半島基地组織和伊斯蘭國亦有限度地參與了這次内戰。
基地组織阿拉伯半島分支曾經控制了大片內陸領地，並延伸到海岸，但旋即被擊潰。隨著南方過渡委員向哈迪投誠歸順並共組聯合政府，截至2021年也門主要勢力只剩下政府軍與胡塞運動兩派。

## 歷史

2017年12月以來親哈迪政府部隊在也門西南部的攻勢，紅色地區代表哈迪政府控制區。

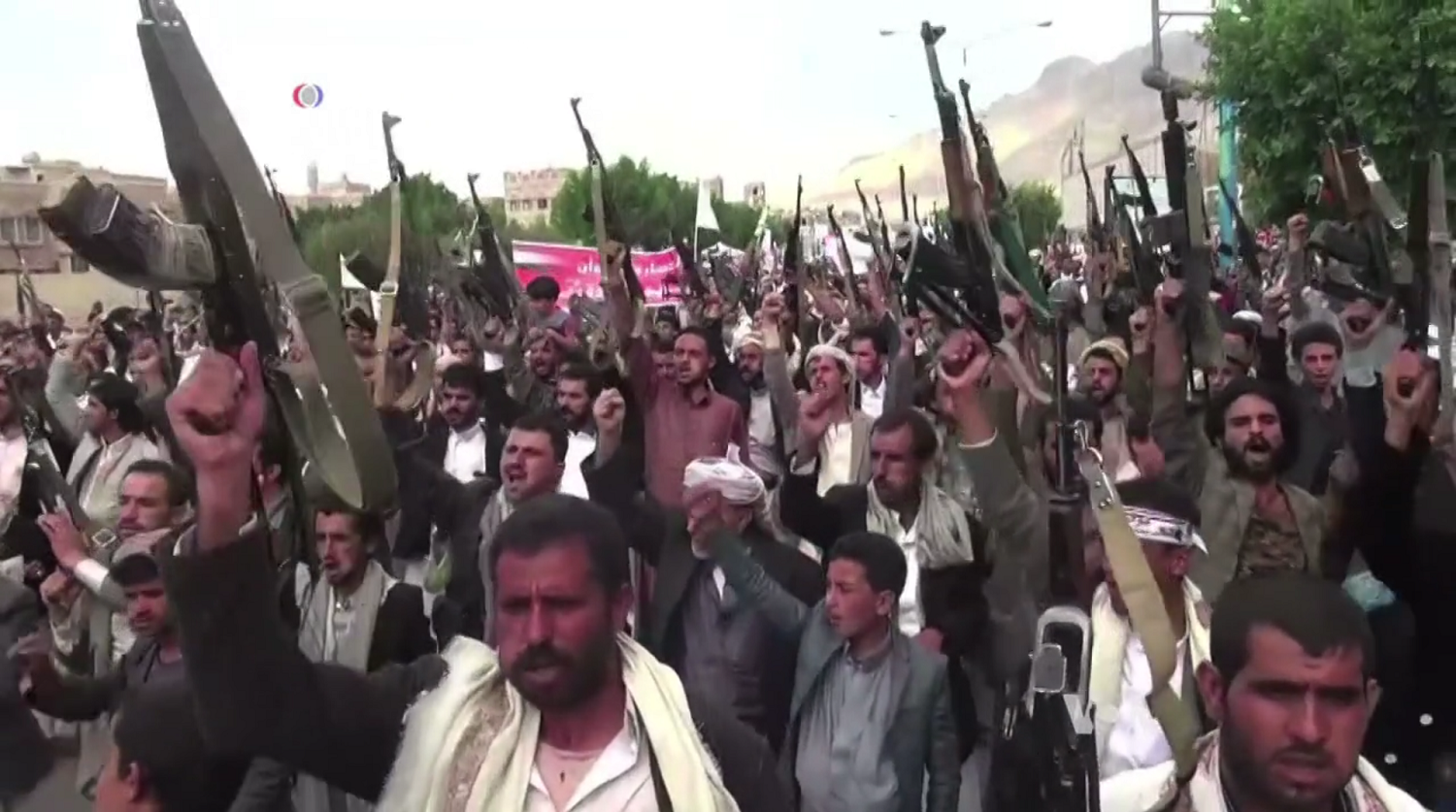
胡賽軍

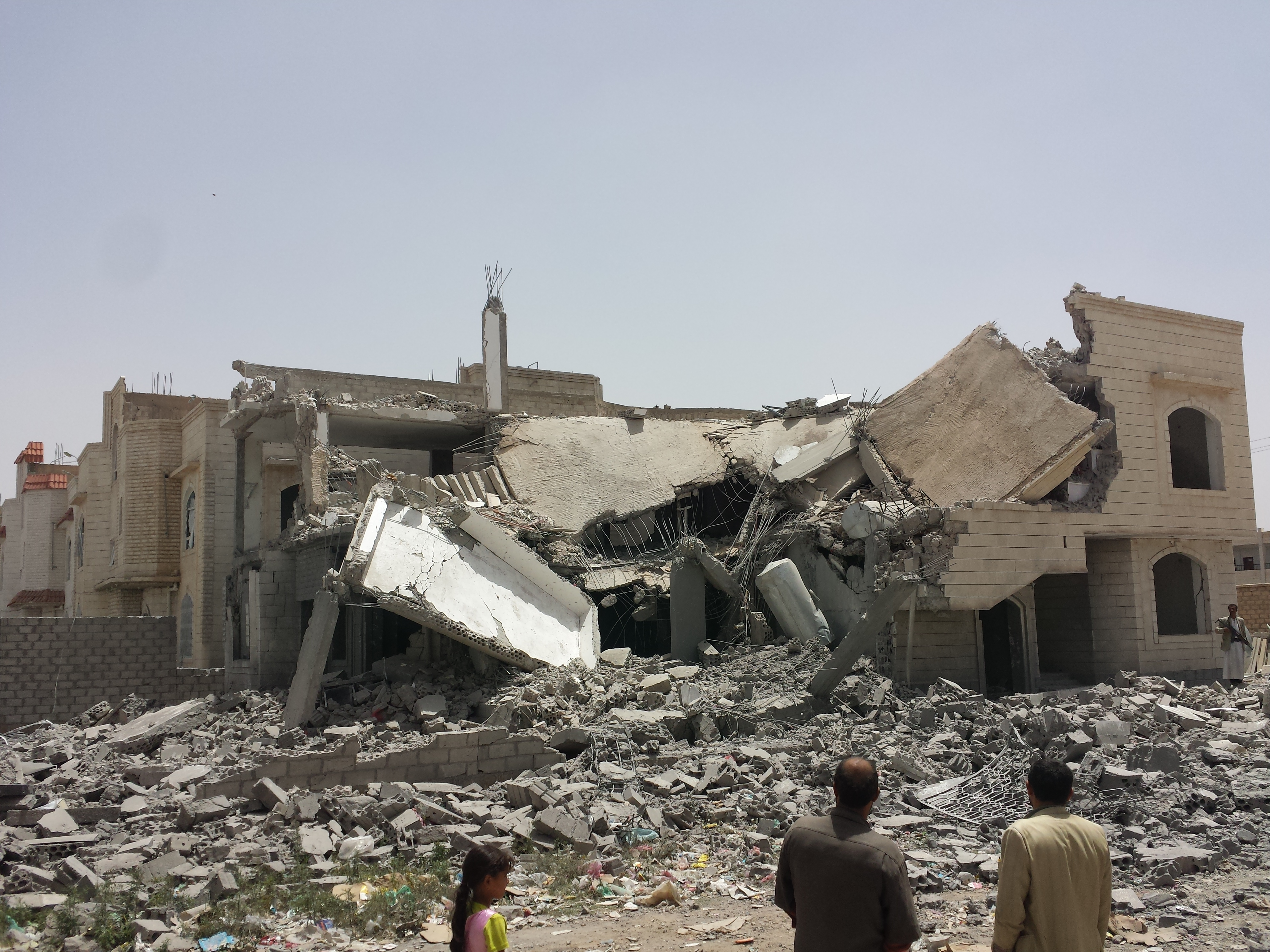
被轟炸的社區

### 2014年胡塞运动攻佔首都
2014年9月底，胡塞运动出兵控制了也门首都萨那。此后，胡塞运动继续向南进发，相继攻占了也门北部及中部共18个省份。但在打到扎玛尔、贝达和伊卜三省一带后，胡塞遭到当地逊尼派部落武装的强烈阻击。同时，在基地组织盘踞的阿比扬省西部，胡塞运动与基地组织也进行了大面积的交火。

### 2015年哈迪出逃重組政府與盟軍參戰
2015年3月19日，由胡塞运动為首的最高革命委員會政府宣布了要推翻哈迪的總動員，並進一步的控制南部省份。胡塞运动以及忠於薩利赫的軍隊，第二天隨即發動塔伊茲省的戰鬥。到3月25日，胡塞运动攻下拉赫季，抵達哈迪政府在重組後的所在地亞丁的郊區，哈迪出走流亡。3月26日，以沙烏地阿拉伯為首的聯盟試圖透過空襲來恢復原本的葉門政府，美國也對軍事行動提供情報和後勤支援。截至5月2日，亞丁至少有400名平民死亡。
3月25日，哈迪政府國防部長穆罕默得·蘇白希被胡塞运动俘虜，後於4月22日被釋放，並逃至亞丁。
4月21日，联军宣布，此前实施的名为“果断风暴”的行动结束，而下一阶段进行代号为“重建希望”的行动。
5月上旬，迫于国际舆论压力，交战双方达成了5天的停火期，并由联合国各分支机构组织向也门民众提供人道主义救援。
7月17日，哈迪政府宣佈成功收復亞丁。8月26日，沙特军方宣布地面部队进入也门境内。
12月14日上午，也门胡塞运动的SS-21“圣甲虫B”单级固体战术短程弹道导弹击中沙特等国在也门的军事基地，造成联军方面147人死亡，包括沙特在也门的最高军事指挥官阿卜杜拉·阿勒-苏哈尼（Abdullah al-Sahyan）准将与阿联酋军队在也门的高级指挥官阿勒-卡塔比（Sultan al-Kitbi）上校同时阵亡。
2016年10月8日，薩那一個葬禮遭空襲，至少155人死亡，超過500人受傷，沙烏地聲明否認發動此軍事行動，15日又改口承认曾進行空袭。
10月13日，美國海軍一艘驅逐艦向胡塞运动控制區發射巡航導彈，炸毀3個雷達站，是內戰爆發後美軍首次直接攻擊胡塞武装目標。

### 2017年薩利赫-胡塞決裂
2017年11月29日，胡塞运动与親薩利赫的部隊在也门首都萨那發生衝突，此後雙方關係急速惡化。萨利赫於12月2日提出与沙特领导的联军进行对话，被胡塞运动譴責為背叛。雙方部隊在薩那爆發激戰，沙特方面開始向薩利赫部隊空投武器裝備支援。12月4日，萨利赫在逃離薩那途中被胡塞狙擊手狙殺。

### 2017年南方過渡委員會與哈迪葉門政府決裂
2017年5月，南方过渡委员会成立，由遭哈迪罢免的亚丁省省长埃达鲁斯·祖拜迪联合南部26名高级部落、军政领导人组建而成。南方過渡委員會目标是爭取南也門自治甚至重新獨立，曾與哈迪政府合作對抗胡塞运动。
2018年1月28日，哈迪政府部隊向支持南方過渡委員會的示威者開火後，南方過渡委員會部隊攻擊在亞丁的哈迪政府部隊，1月30日南方過渡委員會部隊攻佔亞丁。
2020年7月29日，南方過渡委員會宣佈放棄自治宣言。12月18日，南方过渡委员会與也門政府组建联合政府。双方同意将各自作战部队划归联合政府国防部下统一指挥。

### 2018年荷台達之戰至胡塞與哈迪政府短暫停戰
2018年6月，親哈迪政府部隊加強在荷台达省的攻勢，試圖攻下胡塞运动控制的主要港口荷台達。2018年6月11日有報道稱雙方近期共有600多人在荷台達之戰中陣亡。其中胡塞恐怖武裝有至少250人陣亡，另有140多人被俘，但遜尼派方面死傷未有報導。
11月1日，荷台達戰事再起，截至11月12日已造成近600人喪生。
12月，胡塞运动和也门政府军达成的停火协议，停火协议第一阶段要求双方武装都从荷台达、塞利夫和埃萨港这3个港口撤出。第二阶段包括从荷台达省撤出所有战斗人员。虽然有一些零星冲突，但是原則上遵守停火協議。

### 2019年南方過渡委員會與哈迪葉門政府和談
2019年1月据报道，胡塞部队和联军部队在荷台达周围不时发生交火和其他违反停火事件。
3月和4月，受到沙特記者賈邁勒·卡舒吉遇害案影響，美国参议院和美国众议院先后通过决议，要求美国总统在30天内下令美国军事力量停止参与“也门境内的、或对也门产生影响的”战事，不过此举不涉及针对基地组织的军事行动，但遭到美國總統特朗普否決。
5月，胡塞武装出動7架无人机對沙特一条主要石油管道的两座泵站發動襲擊。沙特宣稱石油生產未受影響。同时，胡塞武装从荷台达、塞利夫和埃萨港撤军，以落实2018年12月达成的停火协议。
6月10日，胡塞武装使用数架无人机对沙特阿拉伯境内的军事基地发动了攻击，其中有两架被沙特击落。12日，沙特西南部阿西尔省艾卜哈支線機場被也门胡塞武装发射的一枚发射物击中，导致26人受伤。14日，沙特防空部队拦截并击落5架也门胡塞武装无人机。15日，胡塞武裝使用无人机对沙特南部吉赞省一座机场的军用无人机控制室和阿西尔省艾卜哈支線機場一座加油站进行了攻击，沙特防空部队則在艾卜哈上空拦截了一枚弹道导弹。
6月25日，沙特特种部队宣布，他们于6月3日在也門逮捕了伊斯兰国领导人阿布·奥萨马·穆哈耶尔以及包括该组织首席财务官在内的其他成员。
6月，阿联酋开始缩减在也门的军事存在，原因是美国与伊朗之间的紧张局势在国内愈演愈烈。根据四名西方外交官的说法，沙特领导的联军在也门作战的关键成员，阿联酋从南部港口亚丁及其西海岸撤出了军队。其中一位消息人士称，“大量”部队在三周内撤出。
7月，阿拉伯联合酋长国宣布从也门部分撤军，由于在海湾问题上与伊朗关系紧张。自2015年以来，阿联酋和沙特阿拉伯一起领导了也门的战争，数千名也门人在战争中丧生，引发了世界上最严重的人道主义危机。
8月1日，亚丁一处政府军基地遭胡塞武装袭击，造成84名政府军人员伤亡。6日，南方過渡委員會组织游行示威及悼念活动，其武装力量与也门安全部队发生冲突。此后，双方冲突升级并一直持续。10日，南方過渡委員會占领临时首都亚丁的总统府。也门政府当天发表声明，指责南方过渡委员会发动政变。
8月16日，沙特多國聯軍向胡塞武装在也门南部达利省的军事据点发动一系列空袭，以阻止胡塞武装向也门政府军控制区推进。隨即也门胡塞武装出動10架无人机袭击了阿美石油公司在謝拜油田的炼油设施作為報復。
8月20日，胡塞武裝在也门中部扎玛尔省上空击落一架美国MQ-9收割者侦察机。
8月28日，也门政府军向南方過渡委員會控制的亚丁发起进攻，试图夺回这一临时首都的控制权。也门政府声称已经夺回亚丁，但南方過渡委員會说它仍然控制这座港口城市。
9月1日，沙特领联军对扎玛尔省实施空袭，导致大约110人死亡。
9月14日，多架无人机袭击沙特阿拉伯境內阿美石油公司两处石油设施並引发大火，胡塞武裝承認責任，但美國懷疑是伊朗所為。襲擊迫使沙特阿拉伯每天削减大约500万桶原油的石油产量，约占全球原油日产量的5%。9月20日，美国政府宣布对伊朗中央银行等3家伊朗实体实施制裁，称这是对沙特阿拉伯石油设施遭袭事件的回应。
9月28日，胡塞武裝聲稱在72小時前在靠近沙特南部奈季兰省的地区发起攻势，“彻底击败沙特3个旅”，俘虏“数以千计敌军武装人员”。沙特方面没有回应这一说法。
9月30日，也门胡塞武装在联合国及红十字国际委员会的协助下单方面释放了290名战俘。
11月1日，也門胡塞武裝在也門與沙特阿拉伯的邊境附近，擊落一架美國製造的無人機。
11月5日，葉門政府與南方過渡委員會（叛軍勢力之一）在沙烏地阿拉伯與阿拉伯聯合大公國的聯合斡旋下，在沙國首都利雅德簽署協議，同意與南方過渡委員會將在30天內共組政府新內閣，閣員各占一半，雙方將重新攜手对抗胡塞運動。。
2020年8月26日，葉門南部分離派人士宣布退出與政府的權力分享協議，多舛的談判過程再遇挫敗，他們表示由於衝突熱點阿比揚省（Abyan）軍事情勢升高，協議的停火又宣告破裂，因此決定退出談判，但南方過渡委員會副主席布里克（Hani Ben Brik）在推文中表示，分離派承諾遵守最初的協議，他們的舉動意在推動完全遵守協議；對此，沙烏地阿拉伯尚未發表看法。

### 2020年南方過渡委員會與哈迪合組葉門政府
2020年1月18日傍晚，馬里卜省东北部的一处也門政府军基地遭遇胡塞武装导弹袭击，逾70名士兵死亡，數十人重伤。
1月29日，阿拉伯半岛基地组织首领卡西姆·里米在美军对贝达省的一场无人机空袭中丧生。
2月14日晚，胡塞武裝在也门焦夫省击落一架多国联军战机。 15日，焦夫省遭到袭击，造成至少31名平民死亡、12人受伤。 3月1日，胡塞武装占领焦夫省首府。
3月15日，也门政府军在荷台达打死6名胡塞武装人员。
4月8日，受到2019冠狀病毒病疫情影響，沙特联军宣布，從9日起将停火两周。
10月1日，也门政府与南方过渡委员会交换206名战俘。
12月16日，也门政府和南方过渡委员会的军队从阿比扬省交战地区撤离，同時南方过渡委员会的部队還从亚丁撤出。12月18日，也門政府与南方过渡委员会组建联合政府。双方同意将各自作战部队划归联合政府国防部下统一指挥。也门南部大部分地区实现名义上的统一。12月30日，也门亚丁国际机场发生爆炸，造成至少25人死亡，110人受伤。也门政府指責此次爆炸是胡塞武装所为。

### 2021年美國退出聯軍
2021年1月10日，美國特朗普政府將也门胡塞武装列为恐怖组织。
2月4日，美國第46任總統乔·拜登表示美国将不再支持沙特阿拉伯所主导的多国联军在也门的军事行动，並停止將相关武器出售給這些國家。2月16日，美国不再把也门胡塞武装定性为恐怖组织。
2月27日，沙特主導的多國聯軍在沙特首都利雅得上空攔截並摧毀一枚胡塞武裝發射的彈道導彈。
3月7日，沙特阿拉伯主导的多国联军空袭胡塞武装位于萨那中心城区的一座军营，至少造成3人受伤。随后胡塞武裝對沙特拉斯坦努拉發動导弹与无人机袭击。
3月22日， 沙烏地阿拉伯提出停戰計畫，希望讓聯合國部隊進入葉門，並主導哈迪政府軍與胡塞武裝雙方停火，哈迪政府對此表示歡迎。胡賽武裝則要求沙烏地阿拉伯先解除空中禁飛和海港封鎖令，才願意接受停火談判。
3月26日，在沙特介入也门内战6周年之際，沙特南部一处输油站遭到襲擊後起火燃烧。

### 2022年
2022年1月17日，也门胡塞武装出動無人機襲擊阿拉伯联合酋长国首都阿布扎比，結果當地油罐车爆炸，一机场工地發生火灾。油罐车爆炸导致3人死亡、6人受伤。1月21日，沙特主导的联军空袭了胡塞武装控制下的也门部分地区，一枚导弹击中了也门萨达省一处监狱，造成87人死亡，226人受伤。荷台达的通信大楼也被轟炸，致使也门全国互联网服务中断。
3月20日，胡塞组织对沙特阿美石油公司的设施和沙特南部的其他设施发动了袭击。沙特在延布炼油厂产量暂时下降。3月25日，胡塞武裝又對沙特阿拉伯發動一系列襲擊，吉達的一個沙特阿美油庫當天發生大火。3月26日，沙特為首多國聯軍對也門胡塞武裝控制下的薩那、荷台達等地展開報復性空襲。
4月2日，也门冲突方在多方斡旋下同意停火两个月。这一停火协议到期后延长两次至同年10月2日。之后冲突各方未能就延长停火达成协议。

### 2023年
2023年3月，在联合国和红十字国际委员会共同主持下，也门冲突双方代表在瑞士日内瓦举行谈判后达成协议，双方同意释放总计近900名在押人员。
4月8日，阿曼代表团和沙特代表团抵达胡塞武装控制下的也门萨那国际机场。也门胡塞武装多名高级成员前往机场迎接。當天沙特阿拉伯释放了13名在押胡塞武装人员，换取胡塞武装释放一名沙特人。
4月14日起，也门政府与胡塞武装开始大规模换俘行动。行动持续3天，双方将释放共计逾880名战俘。
12月23日，聯合國駐葉門特使宣布，葉門政府與胡塞武裝皆已承諾採取相應措施實現停火。

### 2025年
1月23日，美國總統川普就任，重新引發紅海危機的胡塞組織的重新列入恐怖組織名單。
3月15日，美國總統川普下令，命航空母艦杜魯門號向胡塞組織控制下的葉門首都沙那發起空襲，胡塞組織宣稱，此次空襲至少造成31人死亡，101人受傷，死傷者中包括不少平民。